# Skoparnik
Skoparnik är en bergstopp i Bulgarien.   Den ligger i regionen Sofija-grad, i den västra delen av landet, 16 km söder om huvudstaden Sofia. Toppen på Skoparnik är 2 226 meter över havet, eller 62 meter över den omgivande terrängen. Bredden vid basen är 1,5 km.
Terrängen runt Skoparnik är kuperad åt sydost, men åt nordväst är den bergig. Runt Skoparnik är det tätbefolkat, med 849 invånare per kvadratkilometer.. Närmaste större samhälle är Sofia, 16,5 km norr om Skoparnik. 
I omgivningarna runt Skoparnik växer i huvudsak blandskog.